# 김경익 (기업인)
김경익(金京益, 1967년 12월 20일 ~ )은 대한민국의 기업인이다. 판도라TV 설립자 겸 대표 이사, 에브리온TV 초대 대표 이사를 역임했다.

## 경력사항
- 전라북도 익산시 출생
- 경희대학교 기계공학과 졸업
- 경희대학교 대학원 석사 과정 졸업
- 1994년 ~ 1996년 대우고등기술연구원 (IAE) 재직
- 1996년 벤처기업 시작시스템즈 창립
- 1999년 레떼컴 창립 (2004년 판도라TV로 명칭 변경)
- 2004년 ~ 2010년 판도라TV 대표 이사
- 2011년 ~ 2023년 판도라TV 의장
- 2012년 ~ 2020년 에브리온TV 초대 대표 이사